# نقار أصفر العنق
نقار أصفر العنق (الاسم العلمي: Picus flavinucha) (بالإنجليزية: Greater Yellownape)‏ هو نوع من الطيور يتبع جنس النقار الحقيقي من الفصيلة النقارية الحقيقية.